# Gaspard Alphonse Dupasquier
Pour les articles homonymes, voir Dupasquier.
Gaspard Alphonse Dupasquier (Chessy, 27 août 1793 - Lyon, 13 avril 1848), est un médecin, pharmacien et chimiste français.

## Biographie
Pharmacien à Lyon (1811) puis à Paris (1815), il fait des études de médecine à l'Hôtel-Dieu de Lyon de 1815 à 1817 puis à Paris. Il passe à Paris son diplôme de pharmacie et sa thèse de médecine en 1821.
Médecin de l'Hôtel-Dieu de Lyon (1829), il est le fondateur du journal clinique des hôpitaux de Lyon et de la Société linnéenne dont il fut aussi secrétaire. Il enseigne la chimie à l'école de La Martinière (1837-1841) puis à l'École préparatoire de médecine (1841-1847) et devient membre correspondant de l'Académie de médecine en 1847.
Il est l'inventeur en 1841 du sulfhydromètre, un appareil permettant de mesurer le soufre contenu dans l'eau.

## Récompenses et distinctions[2]
- Académie des sciences : Membre correspondant de l'Académie des sciences (1847-1848)
- Membre de l' Académie des sciences, belles-lettres et arts de Lyon (1828-1848)
- Membre correspondant de l'Académie des sciences, belles-lettres et arts de Rouen (1842-1848)
- Membre correspondant de l'Académie des sciences, belles-lettres et arts de Savoie (1842-1848)

Membre de la Société d'agriculture de Lyon (1829)
- Membre honoraire de la Société de pharmacie de Lyon
- Membre de la Société des amis des arts de Lyon
- Membre fondateur de la Société linnéenne de Lyon (1822)
  - Secrétaire adjoint (1825-1828)
  - Secrétaire général (1829-1831)
- Membre correspondant du département du Rhône de la Société linnéenne de Paris (1822-1848)
- Membre de la Société nationale de médecine et des sciences médicales de Lyon
  - Secrétaire général 1831

- Il est l'une des quatre personnalités représentées sur le Monument aux Grands Hommes de la Martinière à Lyon[3].

## Œuvres
On lui doit de nombreux écrits sur la chimie, l'hydrologie, la toxicologie, la médecine mais aussi sur la littérature et les arts tels :
- De l'imagination, et de son influence sur l'homme dans l'état de santé ou de maladie, Thèse de médecine, 1821
- Dissertation médico-légale sur les signes et les symptômes de l'empoisonnement par l'acide arsénieux, 1830
- Des eaux de source et des eaux de rivière, 1840
- Histoire chimique, médicale et topographique de l'eau sulfureuse d'Allevard, 1841
- Traité de chimie industrielle, 1844